# Грузка (Польща)
Грузка (Ґрузька, пол. Gruzka) — село в Польщі, у гміні Кліщелі Гайнівського повіту Підляського воєводства. Населення — 54 особи (2011).

## Історія
Вперше згадується 1560 року.
У 1975—1998 роках село належало до Білостоцького воєводства.

## Демографія
Демографічна структура станом на 31 березня 2011 року:
|          | Загалом | Допрацездатний вік | Працездатний вік | Постпрацездатний вік |
| -------- | ------- | ------------------ | ---------------- | -------------------- |
| Чоловіки | 30      | 4                  | 15               | 11                   |
| Жінки    | 24      | 1                  | 9                | 14                   |
| Разом    | 54      | 5                  | 24               | 25                   |